# Alcoitão
Alcoitão é uma povoação da freguesia de Alcabideche, no Município de Cascais, Portugal. Localiza-se a nascente do Município de Cascais, e a este da freguesia de Alcabideche.
Nela situa-se o Centro de Medicina de Reabilitação de Alcoitão onde se insere a Escola Superior de Saúde do Alcoitão. Em Alcoitão situa-se ainda uma propriedade da família Patiño, a famosa e luxuosa Quinta Patiño.